# Iosif Toth
Iosif Toth (n. 9 decembrie 1937, Târgușor, România – d. 1 octombrie 2021) a fost un senator român în legislatura 1990-1992 ales în județul Sălaj pe listele partidului UDMR.
În cadrul activității sale parlamentare, Iosif Toth a fost membru în grupurile parlamentare de prietenie cu Republica Bulgaria, Ungaria, Australia, Republica Islamică Iran, Canada, Republica Franceză-Senat, Republica Libaneză și Regatul Thailanda. 